# Vacina antirrábica
A vacina antirrábica é uma vacina usada para prevenir a raiva. Há uma série de vacinas disponíveis que são seguras e eficazes e podem ser usadas para prevenir a raiva antes e durante um período de tempo após a exposição ao vírus, como, por exemplo, pela mordida de um cão ou morcego. A imunidade que se desenvolve é de longa duração, depois de um curso completo. As doses são normalmente administradas através de injeção na pele ou no músculo. Após a exposição a vacinação é normalmente utilizado junto com raiva de imunoglobulinas. Recomenda-se que aqueles que estão em alto risco de exposição serem vacinados antes da exposição potencial. As vacinas são eficazes em humanos e outros animais. Na vacinação de cães é muito eficaz na prevenção da propagação da raiva para os seres humanos.
A vacinação antirrábica pode ser usada com segurança em todos os grupos etários. Cerca de 35 a 45 por cento das pessoas podem desenvolver vermelhidão e dor no local da injeção por um breve período. Cerca de 5 a 15% das pessoas podem ter febre, dores de cabeça ou náuseas. Após a exposição ao vírus da raiva não há contra-indicação para seu uso. A maioria das vacinas não contêm timerosal. As que são feitas de tecido nervoso são utilizadas em alguns países, principalmente na Ásia e América latina, sendo menos eficazes e com mais efeitos colaterais. Seu uso não é, portanto, recomendado pela Organização Mundial de Saúde.
A primeira vacina antirrábica foi introduzida em 1885, que foi seguida por uma versão melhorada em 1908. Milhões de pessoas em todo o mundo foram vacinadas e estima-se que isso salva mais de 250 000 pessoas por ano. Está na Lista de Medicamentos Essenciais da Organização Mundial de Saúde, os medicamentos mais necessários, eficazes e seguros em um sistema de saúde. O custo bruto em países em desenvolvimento está entre 44 e 78 dólares para um curso de tratamento em 2014. Nos Estados Unidos, o custo do tratamento com a vacina antirrábica é de mais de 750 dólares.